# Baie de Grand-Case
Baie de Grand-Case är en vik i norra delen av Saint-Martin, cirka 4,5 kilometer nordost om huvudorten Marigot.